# La Dernière Fois que j'ai vu Paris
Pour plus de détails, voir Fiche technique et Distribution.

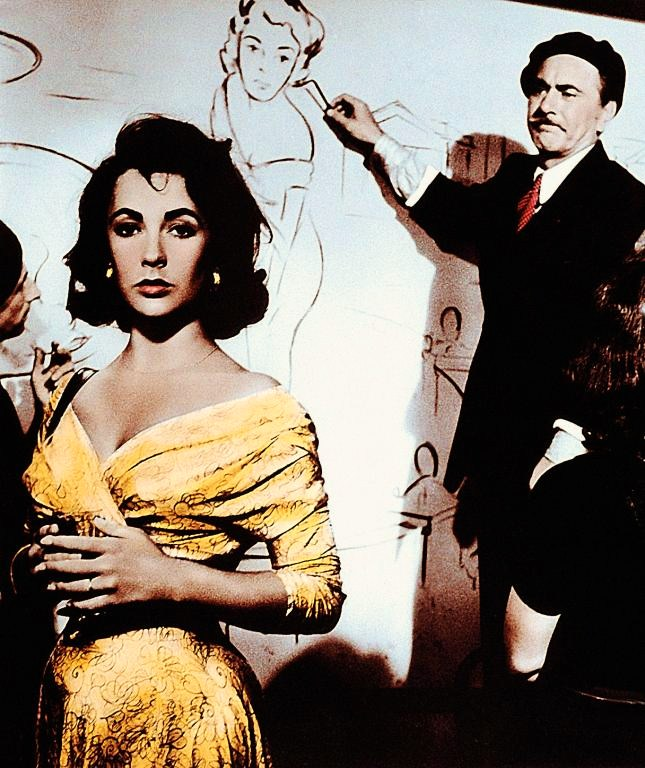
Elizabeth Taylor et Alberto Morin dans une scène du film.

La Dernière Fois que j'ai vu Paris (The Last Time I Saw Paris) est un film américain en Technicolor réalisé par Richard Brooks, sorti en 1954. C'est une adaptation libre de la nouvelle de F. Scott Fitzgerald : Retour à Babylone (Babylon Revisited, 1931).

## Synopsis
À Paris, en août 1944, Charlie Wills rencontre une jeune femme, Helen Ellswirth. Ils sont américains, lui est journaliste mais veut être écrivain, elle vit avec son père James, fantasque et joueur, et Marion, sa sœur, elle aussi amoureuse de Charlie. Ils se marient, et le cadeau de mariage de James est une concession de champ de pétrole texan, où il n’y a jamais eu de pétrole.
Ils ont une fille, Vicky, et sont heureux plusieurs années, jusqu’à ce que le pétrole jaillisse de leur concession. Subitement riche, Charlie abandonne son travail pour écrire des romans que tous les éditeurs refusent. Il devient aigri, boit, et ne se rend pas compte qu’Helen est malheureuse. Un soir où tous deux se consolent dans des relations pourtant platoniques, Charlie, ivre, ferme la maison, et s’endort en laissant Helen dehors sous la pluie. Elle tombe malade et meurt. Charlie désespéré cède à Marion pour qu’elle ait la garde de Vicky et repart aux États-Unis.
Il revient quelques années plus tard, sur les traces d’Helen et de leur amour. Il voudrait pouvoir reprendre Vicky, seul sens à présent de sa vie, mais Marion reste meurtrie par la mort d’Helen et reste blessée d’avoir été rejetée.

## Fiche technique
- Titre : La Dernière Fois que j'ai vu Paris
- Titre original : The Last Time I Saw Paris
- Réalisation : Richard Brooks
- Scénario : Julius J. Epstein, Philip G. Epstein et Richard Brooks, d'après la nouvelle Retour à Babylone (Babylon Revisited) de F. Scott Fitzgerald (1931)
- Production : Jack Cummings
- Société de production : Metro-Goldwyn-Mayer
- Photographie : Joseph Ruttenberg
- Montage : John D. Dunning
- Musique : Conrad Salinger
- Décors : Randall Duell et Cedric Gibbons
- Costumes : Helen Rose
- Pays de production : États-Unis
- Langue : anglais
- Format : couleur (Technicolor) - son : Mono  (Western Electric Sound System) - Ratio : 1,37:1
- Genre : Drame romantique
- Durée : 116 minutes
- Dates de sortie : 
  - États-Unis : 18 novembre 1954 New York
  - France : 1er juin 1956

## Distribution
- Elizabeth Taylor (VF : Nicole Riche) : Helen Ellswirth / Wills
- Van Johnson (VF : Michel André) : Charles Wills
- Walter Pidgeon (VF : Pierre Morin) : James Ellswirth
- Donna Reed : Marion Ellswirth / Matine
- Eva Gabor (VF : Joelle Janin) : Mme Lorraine Quarl
- Kurt Kasznar : Maurice
- George Dolenz (VF : Rene Arrieu) : Claude Matine
- Roger Moore : Paul Lane
- Sandy Descher : Vicki Wills
- Celia Lovsky : Mama Janette
- Peter Leeds (VF : Jacques Beauchey) : Barney
- John Doucette (VF : Yves Brainville) : Campbell
- Odette Myrtil : une chanteuse

Et, parmi les acteurs non crédités :
- Ann Codee : la deuxième infirmière
- Jean Del Val : le médecin à l'hôpital
- Louis Mercier : un écrivain
- Alberto Morin : Pareel
- Fay Roope : le rédacteur en chef
- Richard Simmons : un officier américain

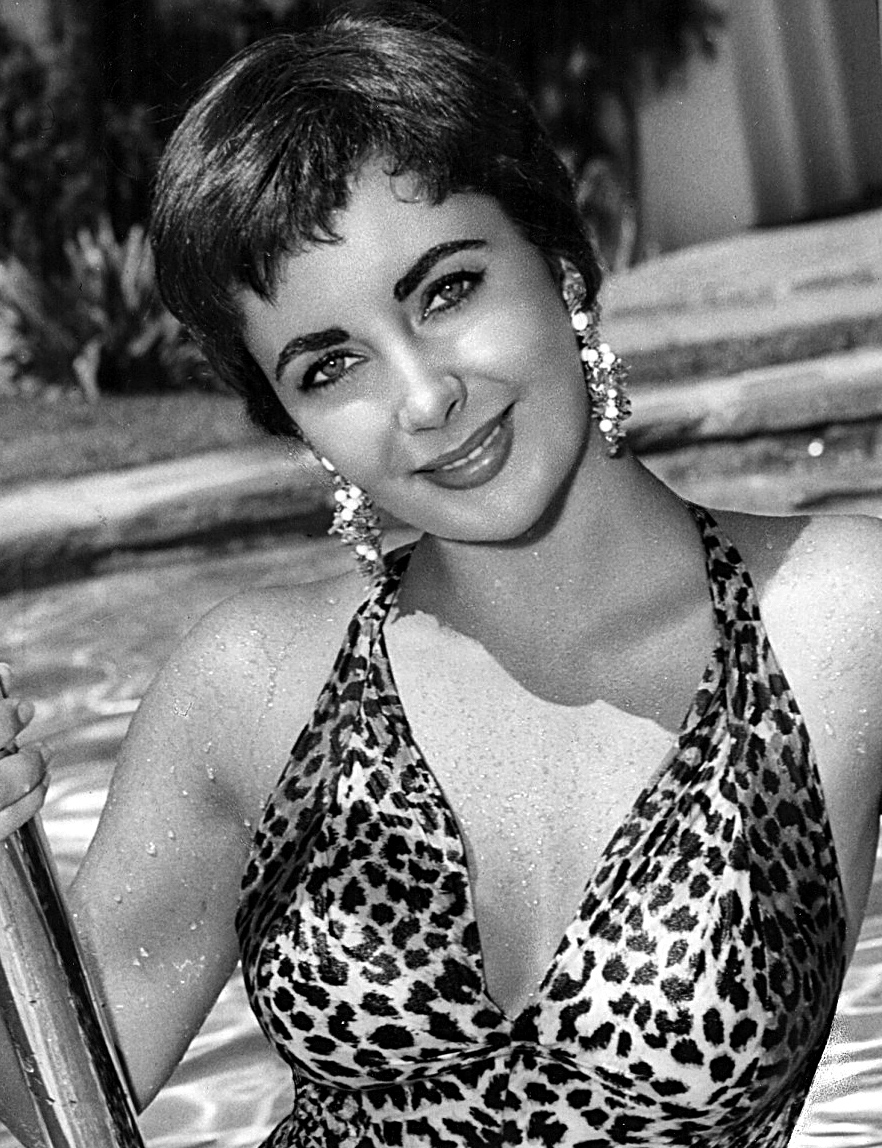
Elizabeth Taylor, Photo pour le film
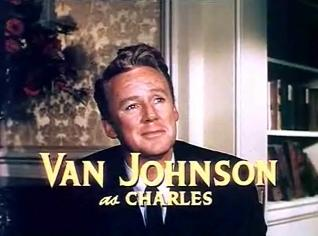
Van Johnson

## Copyright
Le film est sorti en 1954. Cependant, une erreur s'est glissée dans les chiffres romains de l'avis de droit d'auteur, indiquant « MCMXLIV » (1944) au lieu de « MCMLIV » (1954). Ainsi, la durée du droit d'auteur a commencé 10 ans avant la sortie du film. Par conséquent, la durée normale de 28 ans du droit d'auteur s'est achevée 18 ans seulement après la sortie du film, et la MGM a négligé de le renouveler, probablement parce qu'elle pensait qu'il restait encore 10 ans. Le film est donc entré dans le domaine public aux États-Unis en 1972.